# 特里安法勒恩宠之母堂
特里安法勒恩宠之母堂（Chiesa di Santa Maria delle Grazie a via Trionfale）是一个罗马天主教领衔堂区，位于意大利罗马14区（特里安法勒区）的恩宠之母广场（Piazza Santa Maria delle Grazie）。

## 历史
该堂由建筑师Tullio Rossi 建于1940年代初，堂区是由Francesco Marchetti Selvaggiani枢机创立于1941年8月13日。次日举行祝圣仪式。
该堂继承了原天使门外恩宠之母堂（Chiesa di Santa Maria delle Grazie a Porta Angelica）的名称，后者在1939年因改筑天使门路（Via di Porta Angelica）而拆除。

## 历任枢机
- Silvano Piovanelli ，1985年5月25日 - 2016年7月9日
- Joseph William Tobin ，2016年11月19日 –

## 建筑
教堂立面为新文艺复兴风格，中门上方有 庇护十二世的纹章，还有两个侧门。内部有三个通廊，主柱上方是约瑟夫·迪奥蒂（Giuseppe Diotti）描绘玫瑰经奥秘的十四幅壁画; 在反立面是翁贝托·科隆纳（Umberto Colonna）的画作“圣母向庇护五世显现”（在勒班陀战役基督教胜利之际）。天花板中间是庇护十二世的金色纹章。许多室内家具来自已被拆除的天使门恩宠之母堂: 其中正祭台供奉圣心，作品“圣母子向圣方济各显现”出自卡洛·马拉塔（Carlo Maratta）之手；其中最重要的是12世纪的拜占庭圣像“恩宠之母”。    
该堂在1980年代进行了翻修，包括地板、屋顶和其他结构。这一次，修建了恩宠之母小堂， 修复了拜占庭圣像。1984年12月16日，若望保禄二世访问该堂时为其隆重加冕。